# Phalops olivaceus
Phalops olivaceus är en skalbaggsart som beskrevs av Lansberge 1883. Phalops olivaceus ingår i släktet Phalops och familjen bladhorningar. Inga underarter finns listade i Catalogue of Life.